# روپولدینگ
روپولدینگ (به آلمانی: Ruhpolding) یک شهر در آلمان است که در بایرن واقع شده‌است.

## خصوصیات
روپولدینگ ۱۴۷٫۸۳ کیلومترمربع مساحت دارد ۶۲۵-۱٬۹۶۱ متر بالاتر از سطح دریا واقع شده‌است.